# Dynasty Warriors
Dynasty Warriors (真・三國無双 Shin Sangokumusō, Shin Sangokumusou en Japón) es una serie de videojuegos Hack and slash creada por Omega Force y Koei. La exitosa serie es un spin-off de la serie de juegos de estrategia por turnos de Koei, Romance of the Three Kingdoms, basada libremente en la clásica novela china del mismo nombre. La serie cuenta, además, con varias expansiones en la mayoría de capítulos, así como numerosos crossover con otras franquicias de Tecmo Koei.

## Sistema de juego
La historia del juego es una adaptación del clásico Romance de los Tres Reinos, aunque en ocasiones se toman ciertas libertades. El modo de juego de la serie Dynasty Warriors se basa en el género Beat'em up, pero en escenarios de dimensiones bastante grandes con gráficos en 3D y numerosos enemigos. El jugador selecciona a uno de los guerreros disponibles y entra en el campo de batalla para eliminar a un gran número de oponentes. En todo momento dispone de un minimapa en el cual se marcan los objetivos principales a cumplir. Aunque el jugador puede eliminar a todo enemigo que se cruce en su camino, para concluir la misión debe abatir al general enemigo principal, que normalmente se encuentra en un punto alejado de su posición, y para llegar hasta él debe primero eliminar a varios subjefes en su camino, aunque esto no siempre es así y, dadas las grandes dimensiones de los escenarios, es posible descubrir algunos caminos ocultos para llegar hasta el objetivo principal por sorpresa. Estas diferentes estrategias pueden desembocar en posteriores enfrentamientos ocultos o alteraciones en el final de la misión, normalmente con recompensas extrañas como nuevas armas, personajes desbloqueables o trajes.
A medida que el jugador elimina enemigos, acumula puntos de experiencia que sirven para aumentar las características del guerrero que está utilizando. En todo momento, en pantalla aparece el número de enemigos abatidos, así como el número de combos efectuados (movimientos efectuados de manera consecutiva y sin interrupción). El personaje dispone de dos indicadores importantes: salud y "musou". El primero indica la cantidad de vida restante que posee el personaje, si es golpeado se irá reduciendo. Si llega a cero, el personaje muere y la partida se acaba. El segundo indicador, "musou", muestra la energía disponible para efectuar movimientos poderosos y devastadores. Se va rellenando a medida que el jugador va golpeando a enemigos, aunque también si recibe algún daño.

## Juegos

### Serie principal
- Dynasty Warriors (1997, PlayStation)
- Dynasty Warriors 2 (2000, PlayStation 2)
- Dynasty Warriors 3 (2001, PlayStation 2, Xbox)
- Dynasty Warriors 3: Xtreme Legends (2003, PlayStation 2)
- Dynasty Warriors 4 (2003, PlayStation 2, Xbox)
- Dynasty Warriors 4: Xtreme Legends (2003, PlayStation 2)
- Dynasty Warriors 4: Empires (2004, PlayStation 2)
- Dynasty Warriors 4: Hyper  (2005, PC)
- Dynasty Warriors 5 (2005, PlayStation 2, Xbox)
- Dynasty Warriors 5: Xtreme Legends (2005, PlayStation 2)
- Dynasty Warriors 5 Special (2006, PC)
- Dynasty Warriors 5: Empires (2006, PlayStation 2, Xbox 360)
- Dynasty Warriors 6 (2008, PlayStation 2, PlayStation 3, Xbox 360, PC)
- Dynasty Warriors 6 Xtreme Legends (2008, PlayStation 3, Xbox 360)
- Dynasty Warriors 6: Special (2009, PlayStation Portable)
- Dynasty Warriors 6: Empires (2009, PlayStation 3, Xbox 360)
- Dynasty Warriors 7 (2011, PlayStation 3, Xbox 360)
- Dynasty Warriors 7: Special (2011, PlayStation Portable)
- Dynasty Warriors 7: Xtreme Legends (2012, PlayStation 3, PC)
- Dynasty Warriors 7: Empires (2013, PlayStation 3)
- Dynasty Warriors 8 (2013, PlayStation 3, Xbox 360)
- Dynasty Warriors 8: Xtreme Legends Complete Edition (2014, PlayStation 3, PlayStation 4, Nintendo Switch, PC)
- Dynasty Warriors 8: Empires (2015, PlayStation 3, PlayStation 4, PlayStation Vita, Nintendo Switch, Xbox One, PC)
- Dynasty Warriors 7: Xtreme Legends Definitive Edition (2018, PC)
- Dynasty Warriors 9 (2018, PlayStation 4, Xbox One, PC)
- Dynasty Warriors 9: Empires (2022, PlayStation 4, PlayStation 5, Xbox One, Xbox Series X/S, Nintendo Switch, PC)

### Sub-serie
- Dynasty Warriors Gundam (2007, PlayStation 3, Xbox 360)
- Dynasty Warriors Gundam 2 (2009, PlayStation 2, PlayStation 3, Xbox 360)
- Dynasty Warriors Gundam 3 (2011, PlayStation 3, Xbox 360)
- Dynasty Warriors Gundam Reborn (2014, PlayStation 3)

### Spin-offs
- Dynasty Warriors Online (2010, PlayStation 3, PC)
- Dynasty Warriors Strikeforce (2010, PSP, PlayStation 3, Xbox 360)
- Dynasty Warriors Strikeforce 2 (2012, PSP, PlayStation 3)
- Dynasty Warriors Next (2012, PlayStation Vita)
- Dynasty Warriors: Godseekers (2017, PlayStation 3, PlayStation 4, PlayStation Vita)

### Crossovers
- Warriors Orochi (2008, PlayStation 2, PSP, Xbox360, PC)
- Warriors Orochi 2 (2008, PlayStation 2, PSP, Xbox 360)
- Warriors Orochi Z (2009, PlayStation 3, PC)
- Warriors Orochi 3 (2012, PlayStation 3, Xbox 360)
- Warriors Orochi 3 Hyper (2013, Nintendo Wii U)
- Warriors Orochi 3 Ultimate (2014, PlayStation 3, PlayStation 4, PlayStation Vita, Xbox One)
- Warriors All-Stars (2017, PlayStation 4, PlayStation Vita, PC)
- Warriors Orochi 4  (2018, PlayStation 4, Nintendo Switch, Xbox One, PC)
- Warriors Orochi 4 Ultimate (2020, PlayStation 4, Nintendo Switch, Xbox One, PC)
- Warriors Orochi 3: Ultimate Definitive Edition (2022, PC)

### Serie Samurai
- Samurai Warriors (2004, PlayStation 2, Xbox)
- Samurai Warriors: Xtreme Legends (2004, PlayStation 2)
- Samurai Warriors: State of War (2006, PlayStation Portable)
- Samurai Warriors 2 (2006, PlayStation 2, Xbox 360, PC)
- Samurai Warriors 2: Empires (2007, PlayStation 2, PlayStation 3, Xbox 360)
- Samurai Warriors 2: Xtreme Legends (2008, PlayStation 2, Xbox 360)
- Samurai Warriors: Katana (2008, Nintendo Wii)
- Samurai Warriors Chronicle (2011, Nintendo 3DS, PlayStation Vita)
- Samurai Warriors 3 (2010, Nintendo Wii)
- Samurai Warriors 3 Z (2011, PlayStation 3)
- Samurai Warriors 3: Empires (2011, Nintendo Wii, PlayStation 3)
- Samurai Warriors 3 Z Special (2012, PlayStation Portable)
- Samurai Warriors Chronicle 2nd (2012, Nintendo 3DS)
- Samurai Warriors 2: Empires HD (2013, PlayStation Vita)
- Samurai Warriors 4 (2014, PlayStation 3, PlayStation Vita, PlayStation 4)
- Samurai Warriors Chronicle 3 (2014, Nintendo 3DS, PlayStation Vita)
- Samurai Warriors 4-II (2015, PlayStation 3, PlayStation Vita, PlayStation 4, PC)
- Samurai Warriors 4 Empires (2016, PlayStation 3, PlayStation Vita, PlayStation 4)
- Samurai Warriors Spirit of Sanada (2017, PlayStation 3, PlayStation Vita, PlayStation 4, PC)
- Samurai Warriors 5 (2021, Nintendo Switch, Xbox One, PlayStation 4, PC)

### Otros títulos
- Warriors: Legends of Troy (2010, PlayStation 3, Xbox 360)
- Fist of the North Star: Ken´s Rage (2010, PlayStation 3)
- One Piece: Pirate Warriors (2012, PlayStation 3)
- Fist of the North Star: Ken's Rage 2 (2013, PlayStation 3)
- One Piece: Pirate Warriors 2 (2013, PlayStation 3, PlayStation Vita)
- Hyrule Warriors (2014, Nintendo Wii U)
- One Piece: Pirate Warriors 3 (2015, PlayStation 3, PlayStation Vita, PlayStation 4)
- Arslan: The Warriors of Legend (2016, PlayStation 3, PlayStation 4, Xbox One, PC)
- Hyrule Warriors Legends (2016, Nintendo 3DS)
- Fire Emblem Warriors (2017, Nintendo Switch, New Nintendo 3DS)
- Berserk and the Band of the Hawk (2017, PlayStation 3, PlayStation 4, Xbox One, PC)
- One Piece: Pirate Warriors 3 - Deluxe Edition (2018, Nintendo Switch)
- Hyrule Warriors: Definitive Edition (2018, Nintendo Switch)
- One Piece: Pirate Warriors 4 (2020, Nintendo Switch, PlayStation 4, Xbox One, PC)
- Hyrule Warriors: Age of Calamity (2020, Nintendo Switch)